# ちゃりんこ/ちょうどいいとこにいたい
「ちゃりんこ/ちょうどいいとこにいたい」は、日本の歌手たむらぱんの3枚目のシングルである。2009年3月18日発売。発売元はコロムビアミュージックエンタテインメント。

## 概要
- 「ちゃりんこ」は「新しい旅立ちと再会」をテーマにした卒業ソング。ストリングスのアレンジを斎藤ネコが担当している。
- 「ちょうどいいとこにいたい」は2009年「Ban」のテーマ「ハッピーをくれる香り」をイメージして書き下ろされた曲。
- 「tea」はデビュー前にインターネット限定で販売されたアルバム「ハロウ」に収録されていた曲
- 「イエローパワー」は「太陽の光」をテーマに制作された曲。
- 「ちゃりんこ」のPV監督は橋本ダイスケ、「ちょうどいいとこにいたい」は中川未希波。

## 収録曲
1. ちゃりんこ[4:30]
作詞・作曲：田村歩美、編曲：田村歩美・斎藤ネコ
2. ちょうどいいとこにいたい[3:58]
作詞・作曲・編曲：田村歩美
3. tea[3:04]
作詞・作曲・編曲：田村歩美
4. イエローパワー[4:45]
作詞・作曲・編曲：田村歩美

## 収録アルバム
- オリジナル『ノウニウノウン』（2009年6月3日）

## タイアップ
- ちゃりんこ：TBS「王様のブランチ」2009年2・3月度エンディングテーマ
- ちょうどいいとこにいたい：ライオン「Ban デオドラントパウダースプレー」CMソング
- イエローパワー：ショートアニメーション「すぽんじニャーコ」テーマソング